# Одна поёт, другая нет
«Одна поёт, другая нет» (фр. L’une chante, l’autre pas) — фильм французского режиссёра Аньес Варда, вышедший на экраны в 1977 году.
Довольно традиционный по форме и феминистический по духу, фильм посвящён женской дружбе, легализации абортов и в целом защите социально-экономических прав женщин во французском обществе 1960-70-х годов.

## Сюжет
В центре фильма — история переплетающихся судеб двух женщин во Франции 1960—70-х годов на фоне развивающегося движения в защиту женских прав, в котором активное движение принимала сама Варда. В 1962 году узы дружбы связали двух совершенно разных по происхождению и общественному положению молодых женщин. Полин (Валери Майресс) происходит из городской среды среднего класса, но не хочет принимать консервативные взгляды своей семьи. Сюзанн (Терез Лиотар) на несколько лет старше её, она родилась и выросла в крестьянской среде, у неё двое незаконнорождённых детей, и она беременна третьим. Полин и Сюзанн знакомятся, когда Полин даёт Сюзанн деньги на то, чтобы сделать нелегальный аборт (официально аборты были запрещены во Франции до 1975 года). Затем судьба их разлучает на много лет, но они продолжают поддерживать отношения главным образом, с помощью переписки. В середине 1970-х годов они встречаются вновь на демонстрации за легализацию абортов. Полин, которая всю жизнь стремилась к свободе, стала исполнительницей протестных песен и легкомысленно вышла замуж за иранца, что наложило заметный отпечаток на её личную жизнь. Сюзанн занимается общественной деятельностью, она многое пережила — ненависть со стороны родителей, самоубийство любимого, тяжёлый роман с женатым мужчиной. Подругам есть о чём друг другу рассказать…

## В ролях
- Терез Лиотар — Сюзанн Галибье, потом Обанель
- Валери Майресс — Полин, или Помм